# Список самых высоких зданий Португалии
Список самых высоких зданий Португалии — перечень самых высоких зданий страны.

## Список
В этом списке приведены небоскрёбы Португалии с высотой от 100 метров, основанные на стандартных измерениях высоты. Эта высота включает шпили и архитектурные детали, но не включает антенны радиовышек и башен. Существующие сооружения включены для построения рейтинга, основываясь на текущей высоте. Знак равенства (=) после ранга указывает на ту же высоту между двумя или более зданий. В столбце «Год» означает год, в котором здание было завершено. Свободно стоящие башни, оттяжки мачта и другие не жилые структуры включены для сравнения; Однако, они не ранжированы.
| Место | Здание            | Город    | Фото | Высота м | Этажность | Год постройки | Примечания |
| ----- | ----------------- | -------- | ---- | -------- | --------- | ------------- | ---------- |
| 1     | Torre de Monsanto | Оэйраш   |      | 120      | 17        | 2001          |            |
| 2=    | Torre São Gabriel | Лиссабон |      | 110      | 24        | 2000          |            |
| 2=    | Torre São Rafael  | Лиссабон |      | 110      | 24        | 2004          |            |